# AgustaWestland
AgustaWestland je italijansko-britansko podjetje, ki se ukvarja z načrtovanjem in izdelavo helikopterjev. Podjetje AgustaWestland je nastalo julija 2000, ko se je združila Agusta (podružnica podjetja Finmeccanica) in Westland Helicopters (podružnica podjetja GKN). Vsako podjetje je imelo 50% lastniški delež. Potem je leta 2004 Finmeccanica kupila GKN-ov delež in postalo 100% lastnik
Junija 2008 sta AgustaWestland in ruski proizvajalec Russian Helicopters podpisala pogodbo o sestavljanju AW139 helikopterjev v Rusiji  Gradnja $50  milijonske tovarne v kraju Tomilino blizu Moskve se je začela junija 2010. 
Leta 2010 je AgustaWestlanj kupila poljskega proizvajalca helikopterjev PZL-Świdnik]]
Septembra 2012 sta AgustaWestland in ameriški Northrop Grumman podpisala pogodbo o sodelovanje za ameriški reševalni helikopter in predsedniški helikopter "Marine One".
Marca 2103 je AW oznanila demonstrator tehnolgije Project Zero tiltrotor/fan-in-wing.

## Helikopterji
- Agusta A129 Mangusta jurišni helikopter
  - TAI/AgustaWestland T-129 Turško italijanski jurišni helikopter
- AgustaWestland EH101/AW101 (Merlin)
  - AgustaWestland CH-149 Cormorant
  - Lockheed Martin VH-71 Kestrel
- AgustaWestland AW109[11]
- AgustaWestland AW119
- AgustaWestland AW139
- AgustaWestland AW149
- AgustaWestland AW169
- AgustaWestland AW189
- AgustaWestland AW609 (originalno projekt Bell/Agusta Aerospace Company, zdaj v 100%lastin  AgustaWestland, prej je imel oznako BA609)
- Westland Lynx
  - AgustaWestland AW159
- AgustaWestland Project Zero
- NHI NH90 (proizvaja gaNHIndustries, sodelovanje med Eurocopterjem (62,5%), AgustaWestland (32%) in Fokker (5.5%))
- PZL Świdnik:
  - PZL W-3 Sokół
  - PZL SW-4
- Licenčna proizvodnja:
  - Agusta-Bell AB412
  - AgustaWestland Apache verzija ameriškega Boeing AH-64 Apache

## Galerija
- AW101
- AW139
- AW169
- Westland Lynx
- A109K2
- A-129CBT Mangusta
- BA609
- Agusta Bell AB412
- WAH64 Apache